# المقربة (مناخة)

تعديل مصدري - تعديل

المقربة هي إحدى قرى عزلة المغارب بمديرية مناخة التابعة لمحافظة صنعاء، بلغ تعداد سكانها 451 نسمة حسب تعداد اليمن لعام 2004.